# Сараненко, Виктор Петрович
Виктор Петрович Сараненко — советский хозяйственный, государственный и политический деятель, Герой Социалистического Труда.

## Биография
Родился в 1932 году в Житомирской области. Член КПСС.
С 1950 года — на хозяйственной, общественной и политической работе. В 1950—1992 гг. — ученик слесаря, слесарь, военнослужащий Советской Армии, слесарь Первомайского завода электротехнического фарфора Министерства электротехнической промышленности СССР.
Указом Президиума Верховного Совета СССР от 20 апреля 1971 года присвоено звание Героя Социалистического Труда с вручением ордена Ленина и золотой медали «Серп и Молот».
Делегат XXV съезда КПСС.
Жил в Першотравенске.